# Ameroglossum pernambucense
Ameroglossum pernambucense là một loài thực vật có hoa trong họ Huyền sâm. Loài này được Eb.Fisch., S.Vogel & A.V.Lopes mô tả khoa học đầu tiên năm 1999.